# Fjell
Fjell är en tätort och kyrkby i Øygardens kommun i Vestland fylke i västra Norge. Orten ligger där fylkesväg 5242 möter fylkesväg 560 på den mellersta delen av ön Sotra. Här finns Fjells kyrka.
Orten tillhörde tidigare dåvarande Fjells kommun i Hordaland fylke.